# Mücka
Mücka, obersorbisch Mikowⓘ, ist eine sächsische Gemeinde im Landkreis Görlitz. Sie liegt im sorbischen Siedlungsgebiet in der Oberlausitz und ist Mitglied im Verwaltungsverband Diehsa.

## Geografie
Die Gemeinde Mücka liegt im nördlichen Teil des Landkreises. Sie liegt etwa 8 km nordwestlich der Stadt Niesky inmitten der wald- und teichreichen Landschaft des Biosphärenreservates Oberlausitzer Heide- und Teichlandschaft, dessen Sitz sich in Mücka befindet. Der Schwarze Schöps wird von Mücka aus rund 3 km stromaufwärts im Stausee Quitzdorf aufgestaut.

### Gemeindegliederung
Ortsteile sind Mücka (mit 608 Einwohnern, Stand 31. Dezember 2022), Förstgen (Dołha Boršć, 228 Einwohner), Förstgen-Ost (Dołha Boršć-Wuchod, 101 Einwohner) und Leipgen (Lipinki, 34 Einwohner).

## Geschichte

### Frühgeschichte
Nachdem schon im Jahr 1951 im Wald bei Mücka etwa 3000 Jahre alte Gräber aus der Bronzezeit entdeckt wurden, fand man im Jahr 1955 ein weiteres Gräberfeld aus derselben Zeit. In den Gräbern wurden Urnen und Reste von Knochen, andere Gefäße und Bronzenadeln gefunden.
Ein Einwohner war beim Stöckeroden auf ein Gefäß und Steinsammlungen gestoßen. Wenige Tage später begann der Heimatforscher Bruno Friedland mit den Grabungen, wobei er 8 Gräber aus der Zeit von 1200 vor Christus freilegen konnte. In jedem Grab befanden sich verbrannte Knochenreste und Gefäße.

### Frühe Neuzeit
Der sorbische Ortsname Mikow (1408) und das 1515 benannte Micke lassen auf eine Person namens Mika als Siedlungsgründer schließen. 1534 heißt das Dorf Mickau, 1548 zur Micke, 1570 Mieckau, 1746 Micke. Das Rittergut war seit 1614 Mannlehen der Familie von Gersdorf. Im Jahre 1638 brannten der Mückasche Hof und eine Bauernwirtschaft ab. Frau Esther Veronika von Gersdorf verkaufte das Lehnrittergut Micko 1648 an ihren „lieben Ehejunker“ Hans Christoph von Nostiz auf Quolsdorf.
Schon 1657 wird Rudolf von Penzig damit belehnt, von ihm erbten es 1662 seine Söhne, die es 1665 an Hans Christoph von Nostitz verkauften. 1672 befindet es sich im Besitz Eleuthers von Temritz. Nach seinem Tode 1686 wird es seiner Witwe Victoria Tugendreich, geborener von Kyaw (inzwischen Frau von Wehlen), 1699 als Allodium und Erbe bestätigt. Bei ihrem Tode 1717 hinterlässt sie die Güter Mücka, Radischolz und Neudorf ihrem Bruder Johann Adolph von Kyaw, der 1737 ohne Erben verstirbt. Seit 1737 ist es mit Creba vereinigt. Als zugehörig werden in allen Lehnsbriefen die Dörfer Neundorf und Ratscholz (Klein-Radisch) bis 1812 genannt.
Bis 1913 war Graf Johann Georg von Einsiedel Besitzer des Rittergutes. Im Dezember 1913 ist es an Baron von Schlotheim aus Brandenburg an der Havel verkauft worden.
Unter nationalsozialistischer Herrschaft wurde der Ort 1936 in Stockteich umbenannt. Ortsumbenennungen waren in der Lausitz damals üblich, um die hauptsächlich slawischen Ortsnamen verschwinden zu lassen. 1947 wurde die Entscheidung rückgängig gemacht.

### Eisenbahnanschluss
Am 1. Juni 1874 wurde die Eisenbahnlinie Kohlfurt–Falkenberg dem öffentlichen Verkehr übergeben. Die Verwaltung erhielt die Oberlausitzer Eisenbahn-Gesellschaft, Mücka erhält einen Bahnhof.
So fuhren laut Fahrplan (vom 15. Mai 1877) von Mücka Richtung Hoyerswerda die Züge um 5:35 Uhr, 14:37 Uhr und 18:16 Uhr. In Richtung Kohlfurt fuhren sie 7:00 Uhr, 14:37 Uhr und 17:44 Uhr.
Bis Dezember 1895 wurde eine Schmalspurbahn zum Crebaer Revier sowie eine Industriebahn zum Steinbruch Sproitz verlegt und in Betrieb genommen.

### Fabriken

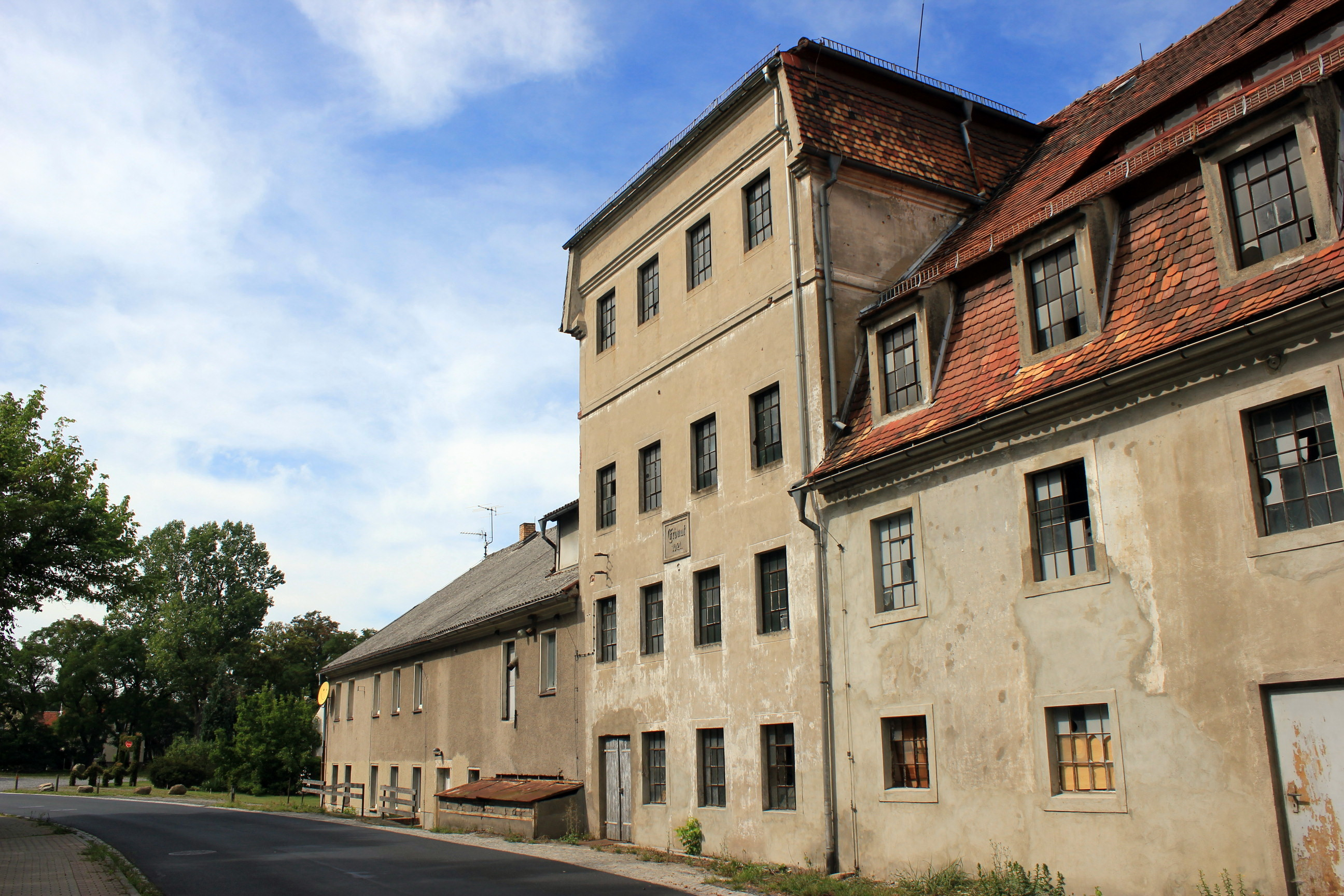
Die Mehling-Mühle 2015

Maßgeblich zur Entwicklung des Ortes trug Robert Mehling mit seiner Schneidemühle und Ernst Mechelk mit seiner Kunststeinfabrik sowie Baumaterialien- und Düngemittelhandlung bei. Am 13. Mai 1896 berichtete der „Volksfreund aus der Oberlausitz“, dass die Schneidemühle des Herrn Mehling völlig niederbrannte. Teilweise werden die Gebäude der Fabrik des Ernst Mechelk noch heute durch die Raiffeisen GmbH genutzt.

### Bevölkerung und Sprache
Noch Ende des 19. Jahrhunderts war Mücka überwiegend sorbisch geprägt. Arnošt Muka ermittelte 1884 eine Bevölkerungszahl von 432 Einwohnern; davon waren 352 Sorben (81 %) und 80 Deutsche. Der Sprachwechsel zum Deutschen erfolgte überwiegend bis zur Mitte des 20. Jahrhunderts. Ernst Tschernik zählte 1956 in der Gemeinde Mücka einen sorbischsprachigen Bevölkerungsanteil von noch 29,7 %.
Nach einer Volkszählung vom 8. Oktober 1919 hatte Mücka 461 Einwohner und 47 im Gutsbezirk beschäftigte Arbeiter.

## Politik

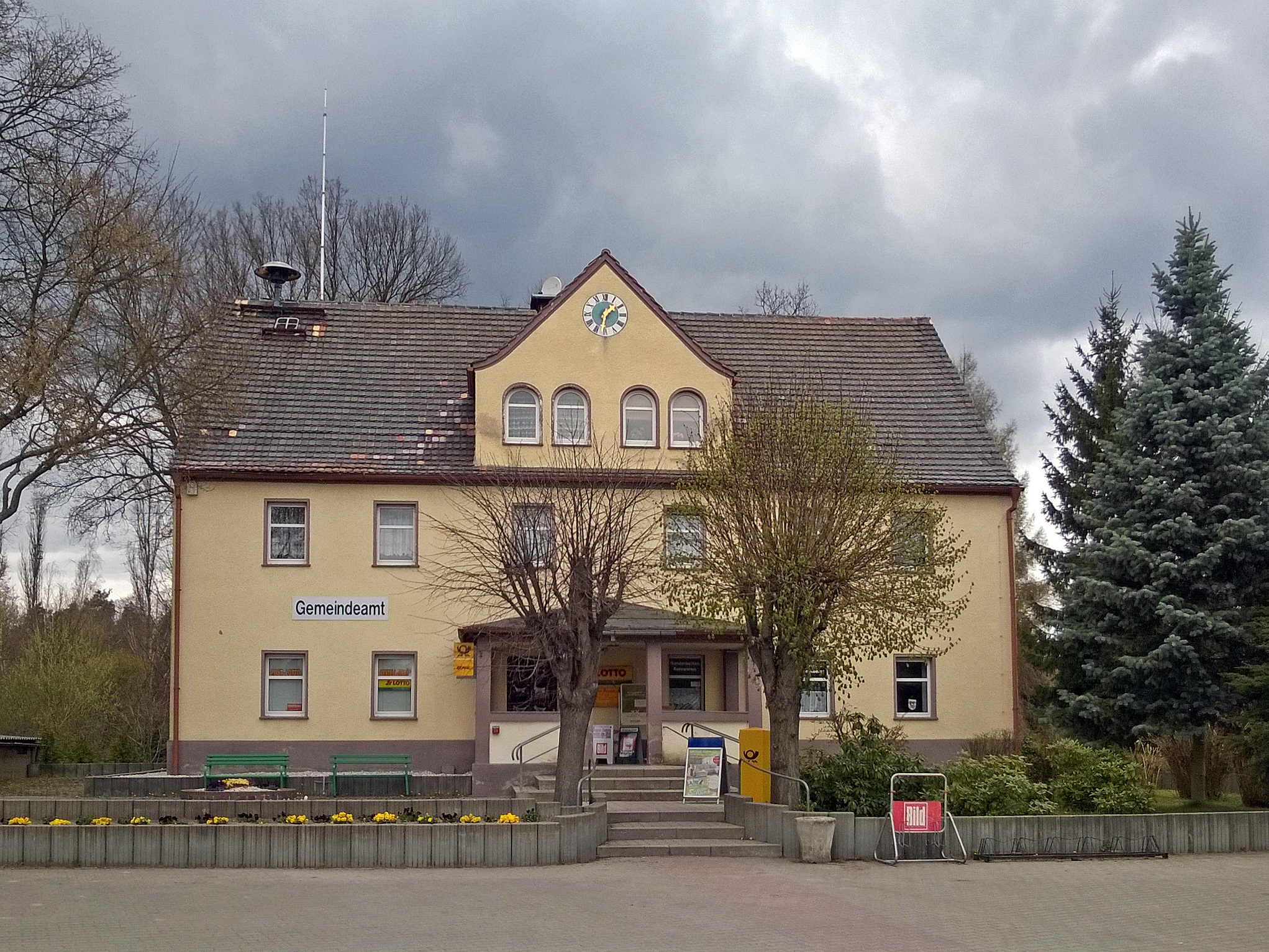
Gemeindeamt Mücka

### Gemeinderat
Seit der Gemeinderatswahl am 9. Juni 2024 verteilen sich die 8 Sitze des Gemeinderates folgendermaßen auf die einzelnen Gruppierungen:
- Wählervereinigung Mücka (WV Mücka): 5 Sitze
- FDP: 3 Sitze

| Gemeinderat ab 2024Insgesamt 8 Sitze - WV M: 5 - FDP: 3 | Liste                   | 2024   | 2024   | 2019   | 2019   | 2014   | 2014   |
| Gemeinderat ab 2024Insgesamt 8 Sitze - WV M: 5 - FDP: 3 | Liste                   | Sitze  | in %   | Sitze  | in %   | Sitze  | in %   |
| Gemeinderat ab 2024Insgesamt 8 Sitze - WV M: 5 - FDP: 3 | Wählervereinigung Mücka | 5      | 67,0   | 5      | 42,9   | 3      | 29,6   |
| Gemeinderat ab 2024Insgesamt 8 Sitze - WV M: 5 - FDP: 3 | FDP                     | 3      | 33,0   | 3      | 33,0   | 3      | 26,1   |
| Gemeinderat ab 2024Insgesamt 8 Sitze - WV M: 5 - FDP: 3 | CDU                     | –      | –      | 1      | 14,2   | 3      | 36,0   |
| Gemeinderat ab 2024Insgesamt 8 Sitze - WV M: 5 - FDP: 3 | Linke                   | –      | –      | 1      | 9,8    | 1      | 8,3    |
| Gemeinderat ab 2024Insgesamt 8 Sitze - WV M: 5 - FDP: 3 | Wahlbeteiligung         | 66,5 % | 66,5 % | 68,6 % | 68,6 % | 56,8 % | 56,8 % |

### Bürgermeister
Am 8. Juli 2007 fanden Bürgermeisterwahlen statt, um einen Nachfolger für Bürgermeister Holger Theurich zu bestimmen. Die Einzelbewerber Günter Holtschke und Markus Kiese erreichten dabei 38,4 beziehungsweise 36,8 %, daher war eine Nachwahl erforderlich. Am 22. Juli 2007 konnte sich Kiese mit 57,1 % der Wählerstimmen durchsetzen. Die Wahlbeteiligung lag bei 59,6 % im ersten und 62,5 % im zweiten Wahlgang.
Im Oktober 2015 wurde Uwe Blättner zum neuen Bürgermeister gewählt. Er wurde 2022 wiedergewählt.
| Wahl | Bürgermeister   | Vorschlag       | Wahlergebnis (in %) |
| ---- | --------------- | --------------- | ------------------- |
| 2022 | Uwe Blättner    | Blättner        | 95,2                |
| 2015 | Uwe Blättner    | Blättner        | 78,6                |
| 2014 | Markus Kiese    | Einzelvorschlag | 50,8                |
| 2007 | Markus Kiese    | Kiese           | 57,1                |
| 2001 | Holger Theurich | Theurich        | 70,2                |

## Sehenswürdigkeiten
→ siehe auch: Liste der Kulturdenkmale in Mücka
- Biosphärenreservat Oberlausitzer Heide- und Teichlandschaft
- Stausee Quitzdorf

### Naturschutz
- Siehe auch: Liste der Naturdenkmale in Mücka

## Wirtschaft und Infrastruktur

### Verkehr
Die Bundesstraße 156 verläuft westlich und die Bundesstraße 115 östlich der Gemeinde. Die Bahnstrecke Węgliniec–Roßlau verläuft durch das Gemeindegebiet. Am Haltepunkt Mücka verkehrt die Linie OE 64 (Hoyerswerda–Görlitz) aller zwei Stunden als Seenland-Neisse-Shuttle. Die Bundesautobahn 4 verläuft südlich der Gemeinde. Sie ist über den Anschluss Weißenberg rund (17 km) zu erreichen.

## Bildung
Die Gemeinde unterhält eine Oberschule (Hauptschul- und Realschulbildungsgang).

## Persönlichkeiten
- Ruth Glowa-Burkhardt (1918–1971), Opernsängerin
- Manfred Rentsch (* 1929), Politiker (NDPD)
- Hartmut Biele (1951–2022), Landrat, höherer sächsischer Beamter